# Romain Jacob
Pour les articles homonymes, voir Jacob (homonymie).
Romain Jacob est un boxeur français évoluant dans la catégorie des poids super-plumes né le 18 août 1988 à Calais dans le Pas-de-Calais. Il est champion de France professionnel de 2011 à 2013, champion du monde espoir IBF en 2013 et champion d'Europe EBU de 2014 à 2015.
Il est le fils de Thierry Jacob (champion d'Europe EBU des poids coqs de 1990 à 1991 et champion du monde WBC des poids super-coqs en 1992) et le frère de Joffrey Jacob (champion de France 2016 des poids super-welters).

## Biographie

### Enfance, formation et débuts
Romain Jacob nait le 18 août 1988 à Calais.

### Carrière de boxeur

#### Boxeur amateur
En 2001, à 13 ans, il devient champion de France de boxe éducative, titre qu'il conserve en 2002. À 16 ans, il est champion de France cadets. En 2006, à Berck, il devient champion de France juniors. Il est sélectionné en équipe de France, et après plusieurs stages, il s’envole en juin pour Rome où il participe aux championnats de l’Union européenne. En finale, il bat le Turc Onur Şipal qui se qualifiera pour les Jeux olympiques d'été de 2008. Il gagne la médaille d’or au tournoi international d’Oder en Allemagne. À Calais, lors d’une rencontre internationale devant la Corée du Sud, il bat aux points Baik Jong-sub qui sera futur quart-de-finaliste aux Jeux olympiques. Mais pour les JO, c'est finalement le Lillois Daouda Sow qui est choisi.

#### Débuts professionnels
Romain passe professionnel en 2008 à 20 ans. Il entre dans la salle et monte sur le ring sur la chanson The Final Countdown du groupe Europe comme son père avant lui.

#### Un apprentissage européen
Ces premiers combats professionnels, il les effectue contre des boxeurs européens tel que Ladislav Nemeth, Wladimir Borov et Lubos Priehradnik. Lors du combat contre Wladimir Borov, alors diffusé sur la chaine W9, Thierry Roland dit que Romain a un bel avenir devant lui et qu'il a fait un très beau combat.

#### Champion de France
En décembre 2009, il combat Mohamed Benbiou qui a déjà disputé deux championnats de France (tous les deux perdus sur KO technique contre Karim Chakim). Mohamed Benbiou espère obtenir une nouvelle chance nationale mais et battu en quatre rounds par le Calaisien. Ce sera son dernier combat, comme l'avait prédit Romain Jacob lors de la conférence de presse d'avant combat. Cette victoire de Romain fait qu'il devient le challengeur officiel du tenant du titre de champion de France de la catégorie super-plumes, Karim Chakim, mais ce dernier étant champion de l'Union Européenne est donc inéligible pour le championnat de France. Cela laisse à Romain Jacob le voix pour disputer le titre. Il obtient le gant d'éclat du meilleur espoir de la boxe française en 2010.
Il remporte le titre de champion de France des poids super-plumes le 10 juin 2011 aux dépens de Sébastien Cornu. Romain Jacob défend victorieusement son titre à quatre reprises notamment en 2012 contre Karim Chakim. Deux ans avant, son père Thierry Jacob n'aurait pas accepté ce combat car son fils n'avait pas selon lui la maturité pour combattre Chakim. 
En 2012, Romain Jacob obtient le gant de Bronze. Cela récompense ses deux défenses victorieuses de titres nationaux des super-plumes devant Samir Kasmi en avril et surtout devant Karim Chakim en novembre. L'union européenne de boxe classe cette même année Romain à la 6e place du classement des super-plumes.

#### Champion du monde espoir
Il devient champion du monde espoirs IBF de la catégorie le 28 juin 2013 après sa victoire par arrêt de l'arbitre au 5e round contre le mexicain Martín Cardona.

#### Champion d'Europe incontesté
Dans le cadre de sa préparation pour son combat contre l’italien Devis Boschiero pour sa tentative de conquête d'un premier titre européen, il a pour Sparring-partner, entre autres, Karim Chakim.
Le 14 février 2014, il bat Devis Boschiero par décision partagée des juges et s'empare de la ceinture européenne EBU des super-plumes, ceinture qu'il conserve aux points face au même adversaire le 10 octobre suivant gagnant cette fois par décision unanime. En décembre 2014, il devient no 3 mondial IBF et no 4 mondial WBC,. Le 24 avril 2015, il bat le belge Ermano Fegatilli, ancien double champion d'Europe, par décision unanime des juges.

#### Première défaite
Le 10 novembre 2015, il est opposé au détenteur de la ceinture de l'union européenne, l'espagnol Juli Giner. Ce dernier fait un bon début de combat, les deux hommes se donnent sans retenue mais Jacob prend beaucoup de coups et dans la 8e reprise est mis à terre. Il se relève mais prend beaucoup de coups sans répliques. L'arbitre arrête le combat : il connaît sa première défaite dans les rangs professionnels.

#### Fin de carrière prématurée
Il dispute son dernier match le 11 mars 2016 contre le géorgien Amiran Abuladze pour une victoire. À 28 ans, il est contraint de mettre un terme à sa carrière en raison d’un problème à l’œil,.

### Carrière d'entraineur

#### Athletic Boxing Club Calais
Devenu titulaire en 2016 du diplôme d'entraîneur de boxe et du brevet professionnel de la jeunesse, de l’éducation populaire et du sport, Romain Jacob rejoint le staff technique de l'Athletic Boxing Club Calais.

## Style
Le style de boxe de Romain Jacob est une boxe plutôt technique, assez rapide, vif de bras et assez précise.

## Principaux résultats
- 2011 : remporte le titre de champion de France face à Sebastien Cornu à Calais et le défend victorieusement contre Sylvain Chapelle à Blériot-Plage.

- 2012 : conserve son titre de champion de France face à Samir Kasmi puis Karim Chakim à Calais.

- 2013 : conserve son titre de champion de France face à Leonus Marie Francoise à Boulogne-sur-Mer et remporte le titre de champion du monde espoir IBF face au mexicain Martin Cardona à Calais.

- 2014 : remporte le titre de champion d'Europe EBU face à l'italien Devis Boschiero à Calais puis le conserve face au même adversaire, toujours à Calais.

- 2015 : conserve son titre de champion d'Europe EBU face au belge Ermano Fegatilli à Calais puis défaite contre le belge Juli Giner à Boulogne-sur-Mer.

## Activités extra-sportives

### Mode
Il s'associe avec Aziza Oubaita pour ses tenues de combat. cette dernière est boxeuse professionnelle, styliste et actrice. elle a habillé de nombreux boxeurs comme Brahim Asloum, Mahyar Monshipour et Jérôme Thomas.

## Reconnaissance et critiques

### Titres honorifiques
- Gant d'éclat du meilleur espoir de la boxe française en 2010
- Gant de Bronze 2012